# Barclosh Castle
Barclosh Castle ist die Ruine eines Wohnturms bei Dalbeattie in der schottischen Council Area Dumfries and Galloway.
Von dem Gebäude aus dem 16. Jahrhundert, das aus einer Mischung von rotem und grauem Sandstein erbaut wurde, ist nur noch ein Mauerabschnitt mit 1,2 Meter Dicke und 8,1 Meter Höhe erhalten.